# Opheim
Opheim è una città degli Stati Uniti d'America situata nel Montana, nella Contea di Valley.